# درخت آرزو
درخت آرزو (گرجی: ნატვრის ხე) فیلمی در ژانر درام به کارگردانی تنگیز آبولادزه است که در سال ۱۹۷۷ منتشر شد. از بازیگران آن می‌توان به سوفیکو چیارلی اشاره کرد. این فیلم برندهٔ جایزه لنین شد.